# Kronika kněze z Dukljy
Kronika kněze z Dukljy (srbochorvatsky: Ljetopis popa Dukljanina, latinsky: Regnum Sclavorum presbyteri Diocleatis) je obvyklý název pro kroniku sepsanou dle tradičního výkladu koncem 13. století anonymním knězem z království Duklja. Nejstarší dochovaná kopie je ale až latinská verze ze 17. století, což vedlo k mnohým spekulacím, kdy kronika opravdu vznikla. Převládá názor, že byla sestavena mezi koncem 14. a začátkem 16. století. Obsahuje polomýtický materiál o rané historii jižních Slovanů. Tvrdí, že Slované žili na Balkáně od 5. století. Informace o příchodu Slovanů jsou v rozporu s informacemi v byzantském textu De Administrando Imperio. Hovoří také o velmi rané christianizaci Slovanů pod vládou Góta Svetopelega, což většina historiků odmítla. Kapitoly 1–33 vycházejí z ústní tradice a jsou historiky vnímány jako nedůvěryhodné. Následující tři kapitoly však obsahují cenná historická data o historii Balkánu, byť třeba jugoslávský historik Slavko Mijušković ve svém reprintu díla z roku 1967 uvedl, že kronika je "čistě fiktivní literární produkt". Latinské redakce ze 17. století tvrdí, že originál byl napsán ve slovanském jazyce. To však není tak jisté, podle některých historiků mohl již původní autor překládat a kompilovat různé slovanské zdroje do latiny. V takovém případě k horkým kandidátům na autorství patří presbyter Rudger (nebo Rudiger), katolický arcibiskup z Baru (Antivari), který byl pravděpodobně českého původu. Předpokládá se, že žil kolem roku 1300. Kronika je každopádně zásadní literární památkou ceněnou zejména v Černé Hoře, na jejímž území měla vzniknout a jejíž písemnictví patrně zakládá. Je také nejstarší tištěnou knihou jižní Slovanů, vytiskl ji Mavro Orbini roku 1601.